# Abutilon julianae
Abutilon julianae ist eine Pflanzenart aus der Gattung Abutilon innerhalb der Familie der Malvengewächse (Malvaceae). Diese seltene Art kommt nur auf der Norfolkinsel und der Phillip-Insel vor. Auf der Norfolkinsel galt sie lange als ausgestorben, gegenwärtig läuft dort aber ein erfolgreiches Wiederansiedelungsprogramm.

## Beschreibung

### Vegetative Merkmale
Abutilon julianae wächst als Halbstrauch und erreicht Wuchshöhen von 1 Meter oder mehr. Die Rinde der jungen Stämme ist dicht mit eng anliegenden weichen Sternhaaren (Trichome) bedeckt. Die wechselständigen Laubblätter sind in Blattstiel und Blattspreite gegliedert. Der Blattstiel ist 2 bis 8 cm lang. Die einfache Blattspreite ist bei einer Länge von 3 bis 9 cm und einer Breite von 2,5 bis 7 cm breit eiförmig mit herzförmiger Spreitenbasis. Der Spreitenrand ist leicht unregelmäßig gesägt. Die Blattunterseite ist dicht mit eng anliegenden Sternhaaren bedeckt und die Blattoberseite wird mit der Zeit fast kahl. 

### Generative Merkmale
Die Blüten stehen einzeln in den Blattachseln. Die Blütenstiele sind 5 bis 15 mm lang. Die zwittrigen Blüten sind radiärsymmetrisch und fünfzählig. Es ist kein Nebenkelch vorhanden. Die fünf dicht mit Sternhaaren bedeckten Kelchblätter sind bei einer Gesamtlänge von 5 bis 10 mm auf etwa der Hälfte ihrer Länge verwachsen. Die gelben Kronblätter sind kürzer als die Kelchblätter. Bei der Unterfamilie Malvoideae sind die vielen Staubblätter zu einer den Stempel umgebenden Röhre verwachsen, der sogenannten Columna. Sie ist ungefähr doppelt so lang wie der Kelch und ragt weit heraus. 
Die Spaltfrucht zerfällt in 20 fein behaarte, dreisamige Teilfrüchte.

## Lebensraum
Abutilon julianae wächst an Steilhängen und Klippen sowie auf offenem Grasland.

## Gefährdungsstatus
Abutilon julianae wird von der australischen Regierung als „vom Aussterben bedroht“ bewertet. Auf der Norfolkinsel wurde diese Art zuletzt im Jahre 1913 gesichtet. Offenbar wurde sie dort durch verwilderte Kaninchen ausgerottet. Als in den 1980er-Jahren ein Kaninchen-Beseitigungsprogramm auf der Philipp-Insel durchgeführt wurde, kam es dort 1985 zur Wiederentdeckung von Abutilon julianae. Die meisten Exemplare wurden im unzugänglichen Süden der Insel gefunden. 1988 gab es drei Hauptareale, eines mit ungefähr 100 Exemplaren, ein weiteres mit 18 Individuen und ein drittes mit ungefähr 10 Exemplaren. Heute ist die Art auf der gesamten westlichen Hälfte und entlang der nördlichen und südlichen Küsten der Phillip-Insel verstreut. Gegenwärtig läuft im Norfolk Island National Park ein Wiederansiedelungsprogramm auf der Norfolkinsel mit einer steigenden Zuwachsrate.

## Taxonomie
Die Erstbeschreibung von Abutilon julianae erfolgte 1833 durch Stephan Ladislaus Endlicher in Prodromus Florae Norfolkicae, S. 75. Auf dem Herbarbogen des Typusexemplars steht: „Crescit in insula Norfolk, mense Januario florens. (Ferd. Bauer).“.